# Polimerización en emulsión
La polimerización en emulsión es un tipo de polimerización por radicales libres que generalmente comienza con una emulsión de agua, monómero y tensioactivos. El tipo más común de polimerización en emulsión es una emulsión de aceite en agua, en la cual las gotas de monómero (el aceite) se emulsionan (con tensioactivos) en una fase continua de agua. Los polímeros solubles en agua, como ciertos poli(alcoholes vinílicos) o hidroxietilcelulosas, también se pueden usar para actuar como emulsionantes/estabilizadores. El nombre polimerización en emulsión es un nombre inapropiado que surge de un error histórico. En lugar de ocurrir en gotas de emulsión, la polimerización tiene lugar en las partículas de látex/coloides que se forman espontáneamente en los primeros minutos del proceso. Estas partículas de látex tienen típicamente un tamaño de 100 nm y están hechas de muchas cadenas de polímeros individuales. Las partículas no pueden coagularse entre sí porque cada partícula está rodeada por el tensioactivo ("jabón"), con lo que la carga del tensioactivo repele otras partículas electrostáticamente. Cuando los polímeros solubles en agua se usan como estabilizadores en lugar del tensoactivo, la repulsión entre las partículas surge porque estos polímeros solubles en agua forman una "capa peluda" alrededor de una partícula que repele otras partículas, porque juntar las partículas implicaría comprimir estas cadenas.
La polimerización en emulsión se usa para fabricar varios polímeros comercialmente importantes. Muchos de estos polímeros se usan como materiales sólidos y deben aislarse de la dispersión acuosa después de la polimerización. En otros casos, la dispersión en sí misma es el producto final. Una dispersión resultante de la polimerización en emulsión a menudo se llama látex (especialmente si se deriva de un caucho sintético) o una emulsión (aunque "emulsión" estrictamente hablando se refiere a una dispersión de un líquido inmiscible en agua). Estas emulsiones encuentran aplicaciones en adhesivos, pinturas, recubrimientos de papel y recubrimientos textiles. A menudo se prefieren a los productos en base de disolventes en estas aplicaciones debido a la ausencia de compuestos orgánicos volátiles (COV) en ellos.
En una polimerización en emulsión, el tensoactivo es disuelto en agua hasta alcanzar la concentración micelar crítica (CMC). El interior de la gota o micela provee el lugar necesario para la polimerización. Luego se agrega el monómero (estireno, metacrilato de metilo, cloruro de vinilo...) y un iniciador radicalario soluble en agua, permaneciendo el producto en agitación vigorosa constante. 
Ventajas de la polimerización en emulsión:
- Los polímeros de alto peso molecular pueden fabricarse a velocidades de polimerización rápidas. Por el contrario, en la polimerización de radicales libres en bloque y en disolución, existe una compensación entre el peso molecular y la velocidad de polimerización.
- La fase continua de agua es un excelente conductor de calor, permitiendo velocidades de polimerización rápidas sin pérdida de control de temperatura.
- Como las moléculas de polímero están contenidas dentro de las gotas o micelas, la viscosidad del medio de reacción permanece cerca de la del agua y no depende del peso molecular.
- El producto final puede usarse tal cual y generalmente no necesita ser alterado o procesado.

Desventajas de la polimerización en emulsión:
- Los tensioactivos y otros adyuvantes de polimerización permanecen en el polímero o son difíciles de eliminar.
- Para los polímeros secos (aislados), la eliminación de agua es un proceso que requiere mucha energía.
- Las polimerizaciones en emulsión generalmente están diseñadas para operar a una alta conversión de monómero a polímero. Esto puede dar como resultado una transferencia de cadena significativa al polímero.
- No se puede usar para polimerizaciones de condensación, polimerización iónica o polimerización de Ziegler-Natta, aunque se conocen algunas excepciones.

## Aplicaciones
Los polímeros producidos por polimerización en emulsión se pueden dividir aproximadamente en tres categorías:
- Cauchos sintéticos
  - Algún Caucho estireno-butadieno (SBR)
  - Algún polibutadieno
  - Policloropreno (neopreno)
  - Caucho nitrilo
  - Caucho acrílico
  - Fluoroelastómero (FKM)

- Plásticos
  - Algunas calidades de PVC
  - Algunas calidades de poliestireno
  - Algunos grados de PMMA
  - Terpolímero de acrilonitrilo-butadieno-estireno (Acrilonitrilo butadieno estireno|ABS)
  - Fluoruro de polivinilideno
  - Fluoruro de polivinilo
  - PTFE

- Látex o Dispersiones (es decir, polímeros vendidos como dispersiones acuosas)
  - Acetato de polivinilo
  - Copolímeros de acetato de polivinilo
  - Poliacrilatos
  - Estireno-butadieno
  - VAE (acetato de vinilo-copolímeros de etileno)